# Отару
Ота́ру (яп. 小樽市 Отару-си) — портовый город, расположенный в округе Сирибэси на юго-западе японского острова Хоккайдо. Город расположен на берегу залива Исикари и долгое время являлся крупнейшим портом залива. Отару — крупный туристический центр, по сути, представляющий собой пригород Саппоро.
Площадь города составляет 243,30 км², население — 126 019 человек (30 июня 2014), плотность населения — 517,96 чел./км².

## География
Отару — портовый город на побережье Японского моря в северной части округа Сирибэси. Южная часть города расположена на крутых склонах гор, поэтому высота города резко понижается от предгорий до берега. Территория между побережьем и горами была почти полностью застроена, застроенную часть города на горных склонах называют сака-но мати или «город холмов».

### Ближайшие города
- Йоити: Йоити, Акаигава
- Исикари: Саппоро (Тэйнэ, Минами), Исикари

## Климат
Лето тёплое, со средней температурой около +19 °C и высокой влажностью. Зима снежная, высота снежного покрова, который держится с ноября по март, составляет 1,22 м.
Абсолютные температуры колебались от +34,9 °C 1 августа 2000 года до -18 °C 24 января 1954 года. Ежемесячные количества осадков колеблются от 379,8 мм в августе 1962 года до 12,0 мм в июне 2007 года.
| Показатель                         | Янв.  | Фев.  | Март | Апр. | Май  | Июнь | Июль | Авг.  | Сен.  | Окт.  | Нояб. | Дек. | Год    |
| ---------------------------------- | ----- | ----- | ---- | ---- | ---- | ---- | ---- | ----- | ----- | ----- | ----- | ---- | ------ |
| Средний суточный максимум, °C      | −1    | −0,5  | 3,4  | 10,5 | 16,5 | 19,9 | 23,7 | 25,5  | 21,6  | 15,3  | 7,9   | 1,8  | 12,1   |
| Средняя температура, °C            | −3,7  | −3,4  | 0,2  | 6,2  | 11,5 | 15,5 | 19,6 | 21,5  | 17,3  | 11,1  | 4,4   | −1   | 8,3    |
| Средний суточный минимум, °C       | −6,6  | −6,4  | −2,9 | 2,3  | 7,2  | 11,8 | 16,3 | 18,1  | 13,5  | 7,1   | 1,1   | −3,8 | 4,8    |
| Норма осадков, мм                  | 131,6 | 101,2 | 80,7 | 61,2 | 58,1 | 58,5 | 75,1 | 125,4 | 133,3 | 140,9 | 131,7 | 128  | 1225,7 |
| Источник: Гонконгская обсерватория |       |       |      |      |      |      |      |       |       |       |       |      |        |

## История
Отару имеет давнюю историю, на территории Отару располагались поселения айнов. Само название «Отару» айнского происхождения, изначальное название «Отарунай» (オタルナイ) переводится как «река на песчаном пляже» (オタ・オル・ナイ, Ота-ору-най), однако данное название относилось не к сегодняшнему месторасположению города Отару, а располагалось ниже по течению реки Хосиоки, которая течёт вдоль границы города Саппоро. В близлежащей пещере Тэмия содержатся резные фигурки раннего периода айнской истории, около 400 года нашей эры. Отарунай была признана деревней Сёгунатом Токугава в 1865 году, в 1869 году Отарунай (オタルナイ) переименовали в Отару (小樽), а уже в 1880 году была соединена первой на Хоккайдо железнодорожной линией с Саппоро.
Город вырос как финансовый и деловой центр Хоккайдо, а также как торговый порт с Южным Сахалином. 1 августа 1922 года получил статус города. 26 декабря 1924 года грузовой состав с 600 единицами динамита взорвался на станции Тэмия, повредил склады, портовые сооружения и близлежащие районы. Местные власти заявили, что, по крайней мере, 94 человека погибло и 200 ранено. С 1950-х годов угольная промышленность окрестностей города пришла в упадок, поэтому статус экономического центра перешёл от Отару к Саппоро.

## Достопримечательности
Канал, украшенный уличными лампами викторианского стиля, является одной из главных достопримечательностей Отару. Город привлекает большое количество туристов как из Японии, так и из России и других стран.
Известная достопримечательность в западной части города — Нисин Готеэн (Особняк Сельди). Это большое деревянное здание, построенное в 1897 году, было домом местного магната рыбной промышленности. Первоначально здание было построено в соседней деревне Томари и переместилось оттуда в Отару в 1958 году. Посетители могут видеть явные различия между запущенными условиями первого этажа, где в комнате спали 120 рабочих, и роскошью комнат магната.
Отару известен своим пивом. Пиво Отару является популярным рестораном со средневековым интерьером. Отару также известен типичным японским блюдом — суши. У города также есть большие торговые ряды и базары, но меньшие по меркам соседнего Саппоро. Известен Отару и прикладным искусством, например, стаканами и музыкальными шкатулками.

## Горнолыжный курорт
Отару — важный горнолыжный курорт. Часть этого холмистого города находится на низких склонах Тэнгуяма, хорошего места для зимних видов спорта, прежде всего, лыжного спорта.

## Транспорт
- JR Hokkaido — Станция Отару

## Города-побратимы
- Находка, Россия (1966)
- Данидин, Новая Зеландия (1980)
- Холмск, Россия (1991)
- Кансогу, Республика Корея (2010)